# Castell Comtal de Besalú
Restes del castell de Besalú. Estan situades dalt del cim del turó on es troben les ruïnes de l'església de Santa Maria, construïda dins el recinte de la fortalesa i consagrada com a església del castell primer (1055) i esdevenint l'església de la canònica agustiniana un cop desaparegut el comtat de Besalú. Se’n conserven poques restes, com ara la porta del carrer Tallaferro i una torre quadrada que fou reconstruïda.

## Descripció
Al puig que domina la vila i en el mateix recinte on es troben les restes de Santa Maria hi hagué el castell de Besalú, que fou comtal. Normalment apareix unit amb el nom del poble en la documentació medieval. Des del 977 el nom de Besuldunum o Bisullunum va unit al mot castrum, que no desapareix fins a la baixa edat mitjana. Al mateix temps, en alguns llocs de la població es poden apreciar fragments de les muralles.
De la primera muralla, que envoltava el castell comtal i un nucli de població, se'n conserven alguns fragments, a més d'un portal situat al carrer del comte Tallaferro, format per una gran arcada de dovelles curtes i extradossades per un rengle de lloses planes. Aparell format per petits carreus a penes desbastats, disposats en filades uniformes i regulars, en un tipus de construcció que palesa l'evidència de les formes llombardes i que cal situar el segle xi. És l'element més antic que es conserva a Besalú, segurament coetani de les naus de l'església de Santa Maria.
Al costat nord-est del turó s'hi han identificat els vestigis d'una torre circular que podria correspondre al recinte primitiu.

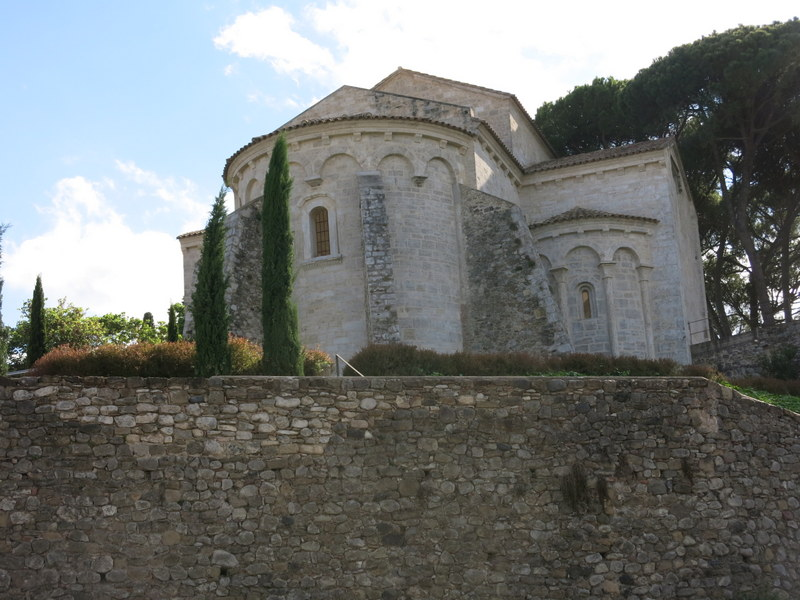
Besalú. Restes de Santa Maria, església del castell (maig 2014)

### Santa Maria de Besalú
Les restes de l'antiga església formen part del conjunt històrico-monumental de la vila, en l'àmbit que ocupà el castell, dalt d'un turó actualment de propietat particular.

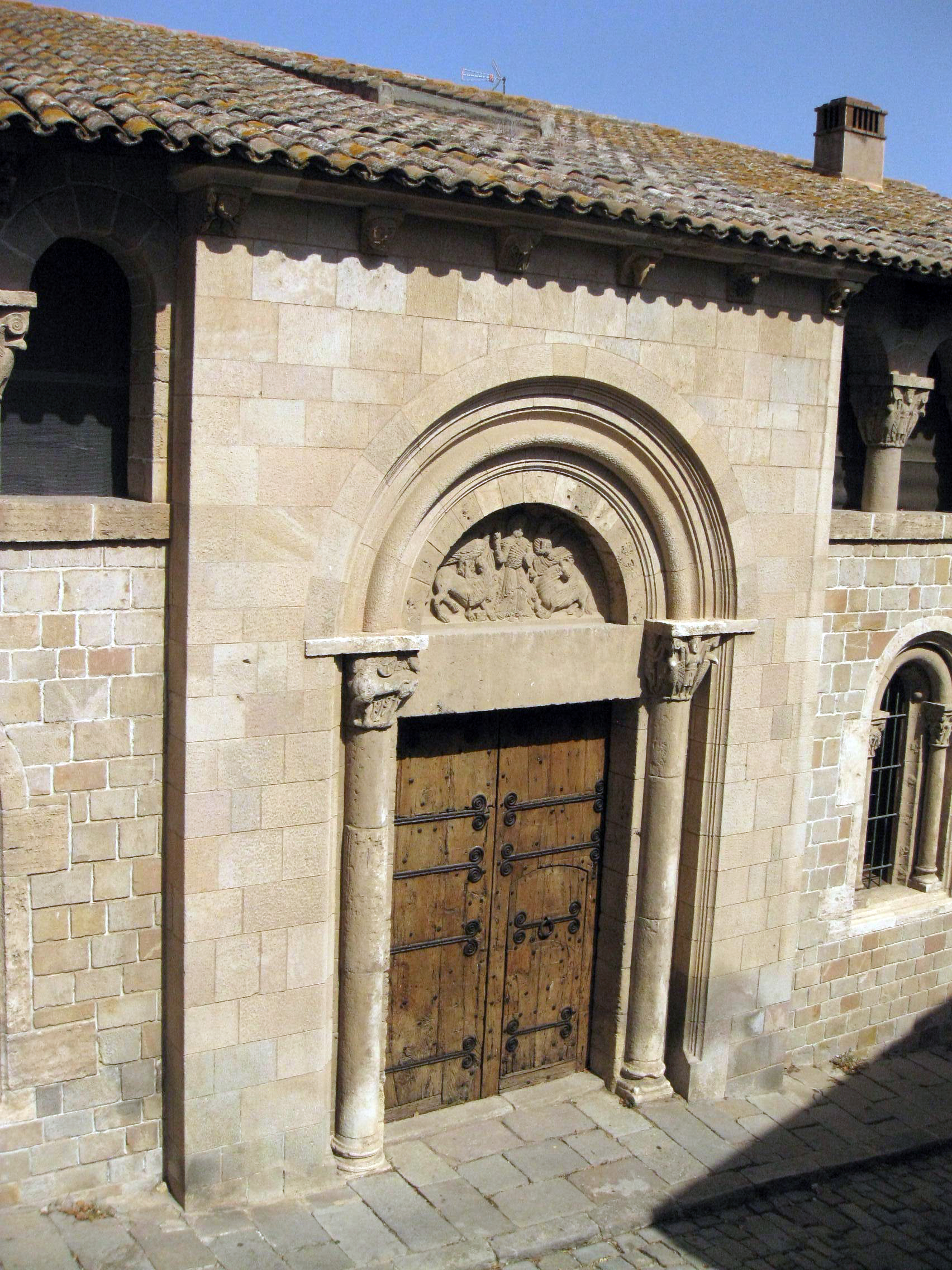
Porta de Santa Maria de Besalú, actualment al Conventet de Pedralbes

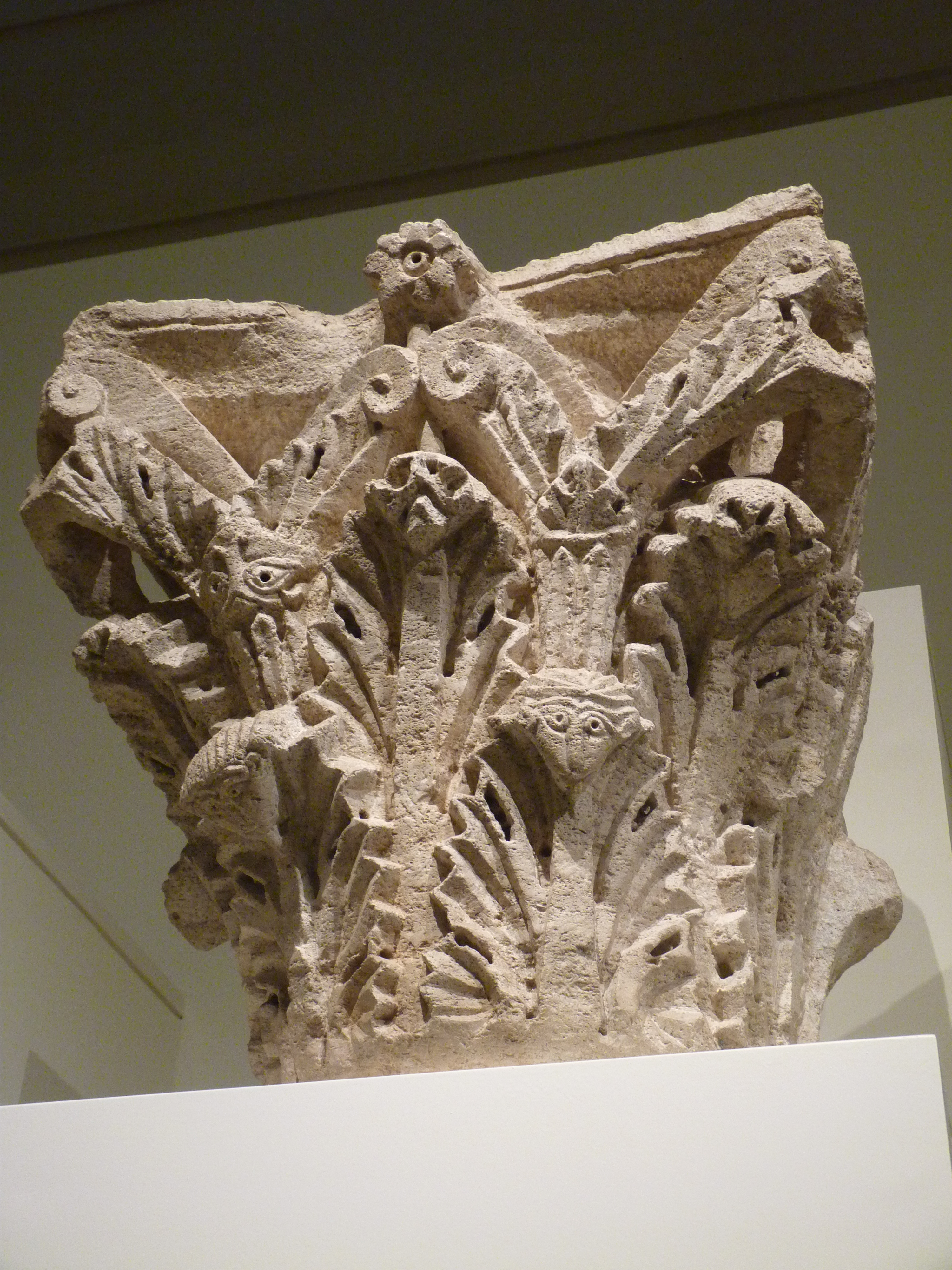
Capitell de Santa Maria de Besalú, actualment al MNAC, Barcelona

Va ser construïda vora el castell i com a capella comtal. Es consagrà el 1055. L'any 1137 el comte Ramon Berenguer IV va cedir l'espai del castell i la seva capella als canonges de Santa Maria de Capellada, situada fora de les muralles als peus del turó on era el castell. Aquesta canònica, agustiniana, depenia del monestir de Sant Ruf d'Avinyó, fet que provocà algunes tensions entre els canonges vinguts d'Avinyó i els antics residents. La petita capella del castell no era prou gran per a la comunitat de canonges i per aquest motiu es començà a edificar un nou temple en el segle xii.
L'any 1592 va ser secularitzada i transformada en Col·legiata per ordre del papa Climent VIII. El 1744 consta que l'església es trobava en mal estat i després va patir esfondraments. A principis del segle xix va ser abandonada pel seu estat ruïnós. El 1835 el lloc fou venut a causa de la desamortització. Després alguns elements escultòrics de l'edifici es van dispersar i una bona part es troben ara a Barcelona, al Museu Nacional d'Art de Catalunya i al Conventet de Pedralbes, a tocar del monestir de clarisses.
Actualment només es conserva la capçalera i una part del creuer. Era un temple amb tres naus acabades en tres absis semicirculars decorats amb arcs cecs i columnes, la majoria de les quals han desaparegut. En la recent restauració, s'han tornat a col·locar les columnes en aquells punts on havien estat sostretes. La nau central estava coberta amb una volta lleugerament apuntada, mentre que el tram previ a l'absis té volta de canó, igual que el transsepte. També es conserva el primer arc former que separava la nau nord de la central, així com la base del primer pilar del sector sud.
En les columnes que es mantenen en peu encara es conserven vuit capitells més dos capitells in situ. La resta van ser víctimes de l'espoli.

## Història
Castell termenat, documentat per primera vegada el 943. Carlemany va dividir l'actual província de Girona en quatre comtats: Empúries, Besalú, Girona i Peralada. Del primer comte del qual se'n disposen notícies és d'Odiló, documentat l'any 785, data en què dona permís a un monjo benedictí perquè fundés el monestir de Sant Esteve de Banyoles.

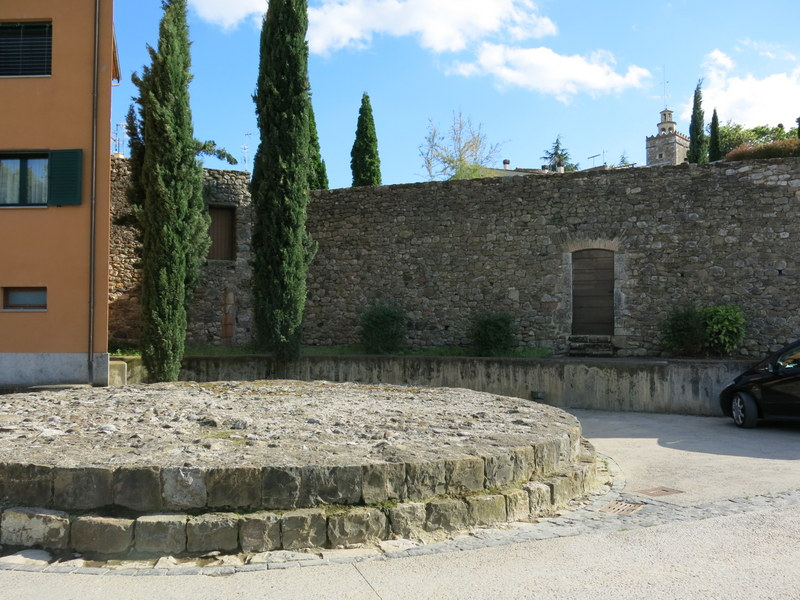
Restes d'una torre circular del castell (maig 2014)

El primer document que esmenta el castell apareix l'any 957, quan es produí la revolta de molts dels grans senyors jurisdiccionals. Al «Cartulari de Carlemany» s'esmenta el castell de Besalú, lloc on el comte s'havia refugiat i d'on fugí, sentint-se poc segur, per ésser assassinat per un dels revoltats. En el testament del comte Sunifred (965) es parla del «castrum Bisulduni». A partir del seu successor, el comte bisbe Miró, les cites documentades són nombroses. «oppidum Bisulduni», «infra muros castri Bisulduni»....
En època del comte Bernat Tallaferro, s'hi feren diversos judicis. Per exemple, l'any 1003 hi ha documentat un plet «in castrum Bisullunum» per una reclamació feta pel bisbe de Girona. En el testament sacramental de Bernat Tallaferro (any 1021), deixa el castell al seu fill Guillem, dit el Gras que el volgué convertir en un palau. El 1055 es consagra l'església de Santa Maria, situada al castell. L'any 1111, en morir el comte Bernat III de Besalú, el comtat passà a dependre directament del comte de Barcelona Ramon Berenguer III, absorció que provocà un enfrontament amb el comte de Cerdanya Bernat I de Cerdanya. La disputa es resolgué amb certes concessions i l'any 1112, Bernat jurà fidelitat al comte de Barcelona. En el jurament s'esmenta molt particularment el «castello Bisulduni». La forma «castello» deu substituir «castrum» per influència del català. Besalú esdevé vila comtal i després reial que depèn de les reines catalano-aragoneses (Peronella, Sança). No obstant, el castell ja havia perdut bona part de la seva funció política i militar i, a patir de 1137, serà cedit en part a la canònica de Santa Maria de Besalú si bé els reis catalano-aragonesos hi continuaren tenint un palau residencial. A la «Crònica de Bernat Desclot», escrita el 1288 i que narra els fets històrics succeïts des del regnat de Ramon Berenguer IV fins a Pere II el Gran, s'hi explica que durant la invasió francesa del 1285 foren assetjats la vila i el castell durant uns quants dies.
L'any 1323 hi hagué una reconstrucció al castell feta fer per Bernat de Fortià, germà de la reina Sibil·la. El 1385, el rei Pere III, la reina Sibil·la, el príncep Joan d'Aragó i la seva muller s'estigueren a la vila de Besalú, segurament hostatjats al castell. Al segle xv, ja ha perdut gairebé tota la seva importància estratègica i en la guerra dels remences només hi ha preocupació per a protegir la vila de Besalú.
Els comtes seran presents a Besalú fins a principis del segle xii, moment en què Bernat Guillem mor sense descendència, passant totes les seves possessions a dependre de la casa de Barcelona. L'any 1809, s'hi instal·laren 500 homes i 40 cavalls, però l'antic castell comtal va ser destruït en el decurs de la Guerra del Francès per forces de l'artilleria francesa. Durant la Guerra del Francès